# Маврикий на Олимпийских играх
Спортсмены Маврикия впервые приняли участие в летних Олимпийских играх в Лос-Анджелесе. С тех пор Маврикий не пропускал ни одной летней Олимпиады. В зимних Олимпийских играх страна не участвовала. Олимпийский комитет Маврикия был создан в 1971 году, признан на следующий год. За всё время выступления на Олимпиадах Маврикий завоевал только одну Олимпийскую медаль. В 2008 году, на летних Олимпийских играх в Пекине, бронзу завоевал боксёр Бруно Джули в категории до 54 кг

## Медальный зачёт
| Игры       | Золото | Серебро | Бронза | Всего |
| ---------- | ------ | ------- | ------ | ----- |
| 2008 Пекин | 0      | 0       | 1      | 1     |
| Итого      | 0      | 0       | 1      | 1     |

## См.также
- Список знаменосцев Маврикия на Олимпийских играх
- Маврикий на Паралимпийских играх
- Маврикий на Сурдлимпийских играх
- Маврикий на юношеских Олимпийских играх
- Маврикий на Играх Содружества
- Маврикий на Африканских играх